# NADH oxidase
A NADH oxidase é uma enzima que catalisa a oxidação de NADH, com consumo de oxigénio, em NAD+ e peróxido de hidrogénio. o enzima é obtido através da bactérias com forma de bastonetes, Gram-positiva conhecida como Bacillus Iicheniformis.